# Crespin, Tarn
Crespin är en kommun i departementet Tarn i regionen Occitanien i södra Frankrike. Kommunen ligger i kantonen Valderiès som tillhör arrondissementet Albi. År 2022 hade Crespin 101 invånare.

## Befolkningsutveckling
Antalet invånare i kommunen Crespin
| Referens: INSEE |